# 33255 Kathybush
33255 Kathybush este o planetă minoră (asteroid) din centura de asteroizi. A fost descoperită pe 20 aprilie 1998 la Experimental Test Site⁠(d) de Lincoln Near-Earth Asteroid Research. 
Obiectul prezintă o orbită caracterizată de o semiaxă mare de 3,1892438 UAi, o excentricitate de 0,17, o înclinație de 8,59015 ° în raport cu ecliptica.